# Lanusse (Pyrénées-Atlantiques)
Pour les articles homonymes, voir Lanusse.
Lanusse est une ancienne commune française du département des Pyrénées-Atlantiques. Le 16 août 1841, la commune fusionne avec Miossens pour former la nouvelle commune de Miossens-Lanusse.

## Géographie
Lanusse, à vingt kilomètres au nord de Pau fait partie du Vic-Bilh.

## Toponymie
Le toponyme Lanusse, village de Miossens, apparaît sous les formes 
Lanuce (XIIe siècle, Pierre de Marca), 
Lanusce (1318, titres de Béarn) et 
Lanussa (1538, réformation de Béarn).

## Démographie
| 1793 | 1800 | 1806 | 1821 | 1831 | 1836 |
| ---- | ---- | ---- | ---- | ---- | ---- |
| 133  | 136  | -    | 127  | 157  | 148  |

## Culture locale et patrimoine

### Patrimoine civil
Les vestiges d'un ensemble fortifié du XIe siècle témoignent du passé ancien de la commune.
La commune présente un ensemble de demeures et de fermes du XVIIe au XIXe siècle.
Deux moulins sont inscrits à l'Inventaire général du patrimoine culturel, le moulin Pujoulet et le petit moulin de Pujoulet.

### Patrimoine religieux
L'église Saint-Vincent date partiellement du XVIe siècle. Elle recèle du mobiler inscrits à l'Inventaire général du patrimoine culturel.

## Pour approfondir